# Charles McBurney
Charles Brian Montagu McBurney, né le 18 juin 1914 et mort le 14 décembre 1979, est un archéologue et préhistorien américain qui a accompli sa carrière en Angleterre.

## Jeunesse et formation
Charles McBurney est né à Stockbridge, dans le Massachusetts, aux États-Unis. Il est le fils de Dorothy Lillian Rundall et de Henry McBurney, et le petit-fils de Charles McBurney, le chirurgien américain connu par les générations suivantes de chirurgiens pour avoir défini le point de Mc Burney. Sa mère était anglaise, fille et petite-fille d'officiers de l'armée britannique ; son père était un ingénieur américain. Il passe son enfance aux États-Unis jusqu'à l'âge de onze ans, puis ses parents l'emmènent à Londres, en Suisse et en France. Le jeune McBurney a été scolarisé à domicile.
En 1933, il entre au King's College de Cambridge et se tourne vers le français et l'allemand, puis l'archéologie et l'anthropologie. Il a étudié l'archéologie sous la tutelle de Miles Burkett et de Dorothy Garrod, qui ont grandement influencé sa carrière. Ses études supérieures ont été interrompues par le service de guerre dans la réserve de volontaires de la Royal Air Force (RAFVR). Pendant la Seconde Guerre mondiale, il a été stationné en Afrique du Nord et a entrepris des prospections archéologiques dans le désert occidental, trouvant de nombreux sites archéologiques qu'il fouillerait plus tard. Il a terminé son doctorat en 1948. Sa thèse de doctorat a été l'une des premières études comparatives du Paléolithique moyen récent d'Europe. En 1950, il est devenu citoyen britannique.

## Carrière
En 1952, Charles McBurney débute en tant que maître de conférences en archéologie à l'université de Cambridge, puis lecteur et enfin professeur de préhistoire du Quaternaire au College Corpus Christi de Cambridge.

## Travaux
Charles McBurney a étudié le Paléolithique supérieur de Grande-Bretagne. Il a mené d'importantes fouilles sur le site néandertalien de La Cotte de Saint-Brélade, à Jersey (îles Anglo-Normandes). Il a réalisé une synthèse du Paléolithique de l'Afrique du Nord. Il a conduit des fouilles approfondies en Libye (à la grotte de Haua Fteah) et, plus tard, des fouilles en Iran et en Afghanistan. Il a conduit également des travaux archéologiques en Union soviétique.
Son influence continue de se faire sentir dans le travail de ses nombreux élèves, dont le roi Charles III.

## Famille
Charles McBurney est le père du compositeur et écrivain Gerard McBurney et de l'acteur et réalisateur Simon McBurney.

## Publications
- (en) Charles McBurney, The Stone Age of Northern Africa, Penguin Books, 1960
- (en) Charles McBurney, The Haua Fteah (Cyrenaica) and the Stone Age Culture of the South-East Mediterranean, Cambridge University Press, 1967
- (en) Charles McBurney, Early Man in the Soviet Union: The Implications of Some Recent Discoveries, Londres, Oxford University Press, 1976
- (en) Paul Callow, J M. Cornford et Charles McBurney, La Cotte de St. Brelade 1961-1978: Excavations by C. B. M. Mcburney, Norwich, Geo, 1986 (posthume)